# Jean Quiquampoix
Ne doit pas être confondu avec Quincampoix (homonymie).
Jean Mario Serge Quiquampoix, né le 3 novembre 1995 dans le 19e arrondissement de Paris, est un tireur sportif français évoluant dans la discipline pistolet vitesse 25 mètres. Il est vice-champion olympique aux Jeux olympiques de Rio de Janeiro en 2016 puis champion olympique à ceux de Tokyo en 2020 (disputés en 2021). Il a également été champion du monde, plusieurs fois champion d'Europe et champion de France.

## Biographie
Jean Quiquampoix naît le 3 novembre 1995 à Paris 19e. En octobre 2006, sa famille s'installe à Antibes où il entame l'enseignement secondaire au collège Pierre-Bertone.
Il découvre le tir un mercredi après-midi au Tir sportif d'Antibes et rapidement s'oriente vers le tir au pistolet à 10 mètres (pistolet à plomb), discipline dans laquelle il accèdera à plusieurs podiums notamment des titres départementaux et régionaux.
Entre 14 et 16 ans, lorsqu’il est cadet première année, Jean Quiquampoix découvre le pistolet vitesse 25 m (pistolet 22 long rifle). Il apprécie la discipline pour sa vivacité et son caractère ludique. Alliant à la fois rapidité et précision, il faut tirer dans le temps imparti (8, 6 et 4 secondes) 5 cartouches le plus au centre de chacune des 5 cibles, disposées à 25 mètres.
Pour son premier championnat de France à Bordeaux dans cette discipline en 2010, il se distingue en remportant la médaille de bronze. Il découvre alors une compétition d'envergure nationale et en apprécie l'ambiance[réf. nécessaire]. Fort de ses résultats, il est sélectionné en équipe de France, et participe en catégorie Junior à son premier championnat d'Europe à Bologne en 2012 où il décroche la médaille d'or avec un score de 573 + 27 en finale.
En 2013, pour son deuxième championnat d'Europe, Jean Quiquampoix sort premier après la phase de qualification avec un score de 574. Il finit 4e après la finale.
Grâce à des belles performances en junior, il est intégré au collectif France senior[Quand ?], commence les stages avec les seniors de l'Équipe de France, et participe à des coupes du monde en senior où il se classe 29e, 33e et 21e.
Après cet échec malgré un restant de saison correct, l'objectif suivant est le championnat du monde junior à Grenade en septembre 2014.
En 2014, Jean Quiquampoix remporte toutes les compétitions internationales de préparation[réf. nécessaire]. Pour clore cette belle saison, il s'offre le titre de champion du monde junior à Grenade.
Fort de ce titre, il intègre pleinement le collectif senior, et participe aux coupes du monde senior sélectives pour les Jeux olympiques.
Lors de la première manche en avril à Changwon en Corée du sud, Jean Quiquampoix tire 582 points et se classe 6e après la phase qualificative. Il apprécie le format de la finale où il se distingue en gagnant la coupe du monde avec 29 points.
Il gagne un quota pour les Jeux olympiques de Rio. Lors de la finale des coupes du monde en septembre 2015, compétition qui réunit les 10 meilleurs tireurs de la saison précédente, Jean Quiquampoix gagne cette compétition et le globe de cristal, haute distinction du tir sportif.
Très motivé pour gagner les Jeux olympiques, Jean Quiquampoix, en cette année 2016, gagne 2 médailles sur les 4 coupes du monde. Il est finaliste et finit 4e à Bakou pour la dernière coupe du monde avant les Jeux.
Le 13 août 2016, Jean Quiquampoix obtient la médaille d'argent à l'épreuve du pistolet 25 m vitesse aux Jeux olympiques de Rio.
Il gagne une médaille d'argent aux Jeux européens de 2019 à Minsk.
C'est en septembre 2018, durant les Championnats du Monde à Changwon, que Jean décroche son quota pour les Jeux olympiques de Tokyo.
En 2020, il remporte sa première compétition de l'année, le Grand Prix en Pologne. C'était la seule compétition de l'année à cause de la Pandémie de Covid-19. 
À la suite de cette année blanche, le voilà aux Championnats d'Europe qui se déroulent à Osijek en Croatie où il repart champion d'Europe en individuel et conserve le lendemain son titre de champion d'Europe par équipe avec ses coéquipiers Clément Bessaguet et Yan Chesnel. 
Un mois avant les Jeux olympiques de Tokyo, il remporte la Coupe du Monde à Osijek en Croatie, devant l'Allemand champion olympique Christian Reitz. Il remporte cette finale très serrée à 1 point devant l'Allemand. 
Le 2 août 2021, il remporte la médaille d'or aux Jeux olympiques de Tokyo devant le Cubain Leuris Pupo, champion olympique en 2012 aux Jeux olympiques de Londres. 
Depuis 2015, Jean Quiquampoix représente l'unité militaire du Bataillon de Joinville du Centre national des sports de la défense (CNSD). Il est actuellement[Quand ?] Maréchal des logis-chef au sein de la gendarmerie française.
En mars 2022, il devient le parrain officiel de l'unité du GIGN commandé par le général de brigade Ghislain Rety.
Il remporte la médaille d'or de l'épreuve de pistolet vitesse 25 mètres par équipes aux Jeux européens de 2023 à Cracovie avec Clément Bessaguet et Yan Chesnel.

## Palmarès

### Jeux olympiques
- Médaille d'or aux Jeux olympiques de Tokyo en 2021[3].
- Médaille d'argent aux Jeux olympiques de Rio en 2016[1].

### Championnats du monde
- Médaille d'or aux championnats du monde 2014 à Grenade.
- Médaille de bronze aux championnats du monde 2018 à Changwon.

### Championnats d'Europe
- Médaille d'or aux championnats d'Europe 2021 à Osijek.
- Médaille d'or aux championnats d'Europe 2015 à Maribor.
- Médaille d'or aux championnats d'Europe 2012 à Bologne.
- Médaille d'argent aux championnats d'Europe 2015 à Maribor.

### Jeux européens
- Médaille d'or de l'épreuve de pistolet vitesse 25 mètres par équipes aux Jeux européens de 2023 à Cracovie.
- Médaille d'argent aux Jeux européens de 2019 à Minsk.

### Coupes du monde
- Médaille d'or à la coupe du monde 2023 à Rio de Janeiro[4].
- Médaille d'or à la coupe du monde 2022 à Bakou.
- Médaille d'or à la coupe du monde 2022 au Caire.
- Médaille d'or à la coupe du monde 2021 à Osijek[5]
- Médaille d'or à la coupe du monde 2017 à Munich.
- Médaille d'or à la coupe du monde 2015 à Changwon.
- Médaille d'argent à la coupe du monde 2022 à Changwon.
- Médaille d'argent à la coupe du monde 2022 à Rio de Janeiro.
- Médaille d'argent à la coupe du monde 2018 à Guadalajara.
- Médaille d'argent à la coupe du monde 2016 à Munich.
- Médaille de bronze à la coupe du monde 2019 à Munich.
- Médaille de bronze à la coupe du monde 2019 à Pékin.
- Médaille de bronze à la coupe du monde 2018 à Fort Benning.
- Médaille de bronze à la coupe du monde 2016 à Rio de Janeiro.

### Finales de Coupe du monde
- Médaille d'or à la finale des coupes du monde 2015 à Putian.
- Médaille de bronze à la finale des coupes du monde 2019 à Munich.

### Championnats de France
- Médaille d'or aux championnats de France 2019 à Moulins.
- Médaille d'or aux championnats de France 2018 à Châteauroux.
- Médaille d'or aux championnats de France 2014 à Bordeaux.
- Médaille d'or aux championnats de France 2013 à Volmerange.
- Médaille d'or aux championnats de France 2012 à Moulins.
- Médaille d'argent aux championnats de France 2017 à Bordeaux.
- Médaille d'argent aux championnats de France 2011 à Volmerange.
- Médaille de bronze aux championnats de France 2010 à Bordeaux.

### Par équipes
Championnats d'Europe
- Médaille d'or aux championnats d'Europe 2021 à Osijek.
- Médaille d'or aux championnats d'Europe 2019 à Bologne.

## Décorations
- Chevalier de la Légion d'honneur (2021)[6].
- Chevalier de l'ordre national du Mérite le 1er décembre 2016[7].
- Médaille de la jeunesse, des sports et de l'engagement associatif, argent (2025)[8].